# Claudia Obert
Claudia Elisabeth Obert (* 24. September 1961 in Freiburg im Breisgau) ist eine deutsche Unternehmerin und Reality-TV-Teilnehmerin.

## Leben und Karriere
Obert wuchs mit zwei jüngeren Brüdern in Emmendingen bei Freiburg auf. 1979 legte sie das Abitur ab. Im Jahr 1990 gründete sie ihr Modelabel Lean Selling, unter dem sie seit 1996 Schuhe, Accessoires und Kleidungsstücke verkauft.
2012 nahm sie bei der VOX-Kochshow Das perfekte Promi-Dinner teil. 2017 war sie Kandidatin der 5. Staffel der Sat.1-Reality-Show Promi Big Brother, bei der sie den 9. Platz belegte. Ab März 2020 war sie Teil der Sat.1-Reality-Show Promis unter Palmen. Obert verließ die Show, nachdem sie von anderen Kandidaten gemobbt worden war. Im Zuge der Ausstrahlungen wurde medial massive Kritik am gezeigten Mobbing geübt. Im August 2020 moderierte Obert für die achte Staffel von Promi Big Brother eine Webshow namens Oberts Märchenstunde.
Anfang 2021 war sie Protagonistin der Datingshow Claudias House of Love des Streaminganbieters Joyn Plus+, wo sie sich unter den zehn Kandidaten für Antonio Impagnatiello entschied. Anschließend erhielt sie bei Joyn mit Die Obert Connection ein weiteres, eigenes Reality-Format, in dem sie von bekannten Social-Media-Stars Tipps für ihren Internetauftritt bekam.
2021 nahm sie an der zweiten Staffel von Kampf der Realitystars teil, wo sie im Finale den dritten Platz erreichte. Im selben Jahr veröffentlichte sie ihre Autobiografie Life is a Party! Mein Leben zwischen Champagner, Männern und Millionen.
Obert lebt in Hamburg-Eppendorf und ist seit Sommer 2022 mit Max Suhr liiert. Obert wirkte zusammen mit ihrem Partner 2023 bei Das Sommerhaus der Stars – Kampf der Promipaare mit.

## Fernsehauftritte (Auswahl)
- 2007: „Uns geht’s ja noch Gold – Leben auf der Sonnenseite“, Doku von Spiegel TV
- 2012: Das perfekte Promi Dinner (VOX, Kandidatin)
- 2013: Schickeria Deluxe (RTL Zwei, Darstellerin)
- 2015: Im Auftrag meiner Enkel (WDR)
- 2016: mieten, kaufen, wohnen (VOX, Darstellerin)
- 2017: Promi Big Brother (Sat.1, Kandidatin)
- 2018, 2020, 2022: Promi Big Brother – Die Late Night Show (Sat.1/sixx, Gast)
- 2019: Promi Shopping Queen (VOX, Kandidatin)
- 2020, 2025: Promis unter Palmen (Sat.1, Kandidatin)
- 2020: The Diva in me (RTL+, Kandidatin)
- 2020: Promis privat (Sat.1)
- 2020, 2021: Die Festspiele der Reality Stars – Wer ist die hellste Kerze? (Sat.1, Kandidatin)
- 2021: Claudias House of Love (Joyn, Protagonistin)
- 2021: Kampf der Realitystars – Schiffbruch am Traumstrand (RTL Zwei, Kandidatin)
- 2021: Die Obert Connection (Joyn, Protagonistin)
- 2023: Das Sommerhaus der Stars – Kampf der Promipaare (RTL, Kandidatin)
- 2024: Splash! Das Promi-Pool-Quiz (RTL)
- 2024: Die Discounter (Prime Video, Gastrolle)
- 2024: TV total – Aber mit Gast (ProSieben, Gast)
- 2025: The 50 (Prime Video)

## Buchveröffentlichung
- mit Martina Taubert: Life is a Party! Mein Leben zwischen Champagner, Männern und Millionen. Riva, 2021, ISBN 978-3-7423-1917-3 (Autobiografie von Claudia Obert).